# Publio Furio Filo
Publio Furio Filo (in latino Publius Furius S. f. M. n. Philus; ... – 213 a.C.) è stato un politico romano.

## Biografia
Era membro della gens Furia, una nobile ed antica famiglia di Roma; il ramo dei Furii Fili, a cui apparteneva, non aveva coperto alcuna carica pubblica prima di lui. Il padre si chiamava Spurio, mentre il nonno Marco, personaggi di cui si conoscono solo i nomi. Ebbe un figlio, anche lui di nome Publio.

### Consolato
Furio fu console assieme a Gaio Flaminio nel 223 a.C., mentre era in corso la guerra contro gli Anari e gli Insubri. Entrambi i consoli si recarono con le legioni in Italia settentrionale, ma il senato inviò loro una lettera in cui veniva annunciato che la loro elezione non era valida a causa della cattiva interpretazione degli auspici. I consoli, presi però dai preparativi di una battaglia contro gli Insubri presso l'Adda, aprirono la lettera solo dopo la fine della battaglia. Furio tornò così a Roma dove il popolo, sebbene il senato fosse riluttante, gli concesse il trionfo sui Galli e sui Liguri.

### Pretura
Furio fu eletto assieme a Manio Pomponio Matone pretore peregrinus nel 216 a.C., quando la seconda guerra punica era iniziata ormai da tre anni; dopo la sconfitta romana a Canne, insieme al collega Matone, spinse il senato ad adottare misure difensive più adeguate per Roma. Poco tempo dopo Marco Claudio Marcello gli consegnò la flotta con la quale si imbarcò per l'Africa ma, gravemente ferito in un'operazione bellica, fu costretto a tornare a Lilibeo (l'attuale Marsala).

### Censura
Nel 214 a.C. divenne censore con Marco Atilio Regolo, ma morì l'anno seguente, poco prima della Lustratio. I due censori agirono in modo duro per arginare il panico ed i tentativi di fuga dei Romani dopo le difficoltà causate da Annibale. Con l'entrata in carica dei nuovi tribuni della plebe (inizi del 213 a.C.), venne insieme al collega censore posto in stato d'accusa davanti al popolo da Lucio Cecilio Metello, appena eletto tribuno. Nell'anno precedente, quest'ultimo essendo questore, i censori gli avevano portato via il cavallo, lo avevano allontanato dalla tribù urbana e lo avevano fatto diventare erario, poiché avrebbe cospirato dopo la battaglia di Canne per abbandonare l'Italia. L'intervento degli altri tribuni vietò ai censori di difendersi durante il loro mandato, fino almeno a quando non avessero cessato l'incarico assunto con questa magistratura (5 anni). La morte prematura di P.Furio impedì però che tale incarico venisse portato a compimento. Anche M.Atilio rinunciò alla carica.
Furio fu anche augure fino al giorno della sua morte, avvenuta nel 213 a.C.